# Let Me Entertain You (canción de Robbie Williams)
«Let Me Entertain You» es una canción escrita por Robbie Williams y Guy Chambers. Lanzado como quinto y último sencillo de su álbum debut Life Thru A Lens. 

## Formatos y listas de canciones
UK CD1

(Released March 16, 1998)
1. «Let Me Entertain You» - 4:22
2. «The Full Monty Medley featuring» Tom Jones - 5:28
3. «I Wouldn't Normally Do This Kind Of Thing» - 5:07
4. «I Am The Res-Erection» - 3:48

UK CD2

(Released March 16, 1998)
1. «Let Me Entertain You» - 4:22
2. «Let Me Entertain You» [Robbie Loves His Mother Mix] - 7:48
3. «Let Me Entertain You» [The Bizzarro Mix] - 5:50
4. «Let Me Entertain You» [Stretch 'N' Vern's Rock 'N' Roll Mix] - 11:10
5. «Let Me Entertain You» [Amethyst's Dub] - 6:40

## Posicionamiento
| Listas (1998)            | Posición |
| ------------------------ | -------- |
| UK Singles Chart         | 3        |
| Dutch Singles Chart      | 42       |
| Australian Singles Chart | 46       |

## Ventas y certificaciones
| País        | Certificación | Ventas   |
| ----------- | ------------- | -------- |
| Reino Unido | Platino       | 300 000+ |